# Чемпионат Литвы по шашечной композиции 2014
XXVII чемпионат Литвы по шашечной композиции (лит. ) состоялся в 2014 году.
Организатор — Союз любителей шашечной композиции Литвы при Федерации шашек Литвы.
Призовой фонд чемпионата - 1200 Lt. 

## О турнире
Соревнования проводились заочно с 01 июня 2014 года по 31 декабря 2014 года по международным шашкам в 4 разделах: проблемы, миниатюры, этюды, дамочные проблемы.
Миниатюры, проблемы и дамочные проблемы должны были соответствовать уровням RM (Rules of Master) или RS (Rules Superior), которые даны в Международных Правилах (Regles Internationales of Problemism), часть 1. Этюды чемпионата должны соответствовать требованиям Международных Правил, часть 3. (Regles Internetionales of end games).
Темы во всех разделах – свободные.
Классификационные баллы композиторов для присвоения спортивных разрядов и званий обсчитывались согласно установленному порядку.

## Судейский корпус
Координаторы чемпионата - Стасис Жилявичюс, Валдас Беляускас.
Судейская бригада — из Белоруссии.

## Об участниках
В каждом разделе чемпионата каждый участник мог представить не более шести произведений.
К участию допускались следующие композиции:
новые;
опубликованные в традиционных изданиях или интернете после 30 июня 2012 года (в этом случае участнику надо указать место и дату публикации); составленные до 01 июля 2012 года (или позже);
не получившие в чемпионате Литвы положительной оценки, но участвовавшие в следующих Международных CPI FMJD классифицируемых конкурсах : PWCP-4, PWCP-5, «Беларусь-2012», «Израэль-2012», «Миниатюра-2012» (в этом случае участнику надо указать название соревнования).
К участию не допускались композиции: которые до начала чемпионата 01 июня 2014 года ещё участвовали в CPI FMJD классифицируемых конкурсах или в соревнованиях, которые проводятся по Международным Правилам CPI FMJD.

## Определение победителей
Композиции участников судьи оценивались по стоочковой шкале. Минимальная оценка – «0,0» очков, максимальная  – «100,0» очков.
Места каждого из участников в каждом из разделов определяются по сумме очков за четыре лучшие произведения. В случае равенства очков, более высокое место занимает тот, у кого имеется более высокая оценка и т.д. Участнику в отдельном разделе место не присуждается, если все его произведения получили оценку «0,0»

## Спортивные результаты
В скобках указываются оценки за произведения по 100-балльной шкале.
Зачет каждого участника в каждом разделе — сумма очков за четыре лучшие работы из шести возможных. Если все произведения участника набрали 0 очков, то его конечный результат оказывается вне зачета.
Миниатюры- 100.Судья — Ляховский А. С.
 Валдас Беляускас − 305,0 (75,0-80,0-75,0-75,0-70,0)
 Вирмантас Масюлис — 200,0 (45,0-45,0-55,0-55,0-35,0-30,0)
 Римас Мацкявичюс — 200,0 (50,0-45,0-40,0-25,0-55,0-50,0)
4. Йонас Шёжинис — 175,0 (20,0-35,0-30,0-55,0-55,0-30,0)
5. Стяпонас Пятраускас — 175,0 (45,0-45,0-45,0-0-35,0-40,0)
6. Стасис Жилявичюс — 165,0 (0-35,0-40,0-55,0-35,0-0)
7. Альгимантас Качюшка − 145,0 (45,0-40,0-15,0-20,0-20,0-40,0)
Проблемы-100.Судья — Ляховский А. С.
 Римас Мацкявичюс — 310,0 (75,0-75,0-70,0-75,0-70,0-85,0)  Беньямин Моркус − 305,0 (75,0-75,0-50,0-0-80,0-75,0)  Вирмантас Масюлис — 295,0 (45,0-80,0-90,0-60,0-45,0-65,0) 4. Йонас Шёжинис − 240,0 (55,0-30,0-55,0-60,0-55,0-70,0) 5. Альгимантас Качюшка — 235,0 (55,0-45,0-0-35,0-75,0-60,0) 6. Стяпонас Пятраускас — 195,0(55,0-0-50,0-0-45,0-45,0)
Этюды-100.Судья — Коготько А. И.
 Вирмантас Масюлис − 216,0(45,0-50,0-53,5-47,5-52,5-60,0)  Валдас Беляускас − 210,5 (52,0-57,5-60,0-41,0-0)  Альгимантас Качюшка − 100,5 (31,5-21,5-22,5-25,0-7,5-5,0) 4. Римас Мацкявичюс — 53,75 (12,5-3,75-0-5,0-0-32,5) 5. Йонас Шёжинис — 2,5 (0-0-0-2,5).
Дамочные Проблемы-100
 Валдас Беляускас −355,0 (85,0-70,0-90,0-80,0-100,0)  Римас Мацкявичюс — 130,0 (15,0-40,0-30,0-10,0-35,0-25,0)  Вирмантас Масюлис — 35,0 (0-35,0)

## Награждение
Победители каждого из разделов награждены медалями, дипломами за первое место, а также денежными призами в размере 150 Lt. Участники занявшие вторые и третьи места награждены медальми, дипломами за вторые и третьи места, денежными призами, соответственно, 100 Lt и 50 Lt.